# Hematokrit

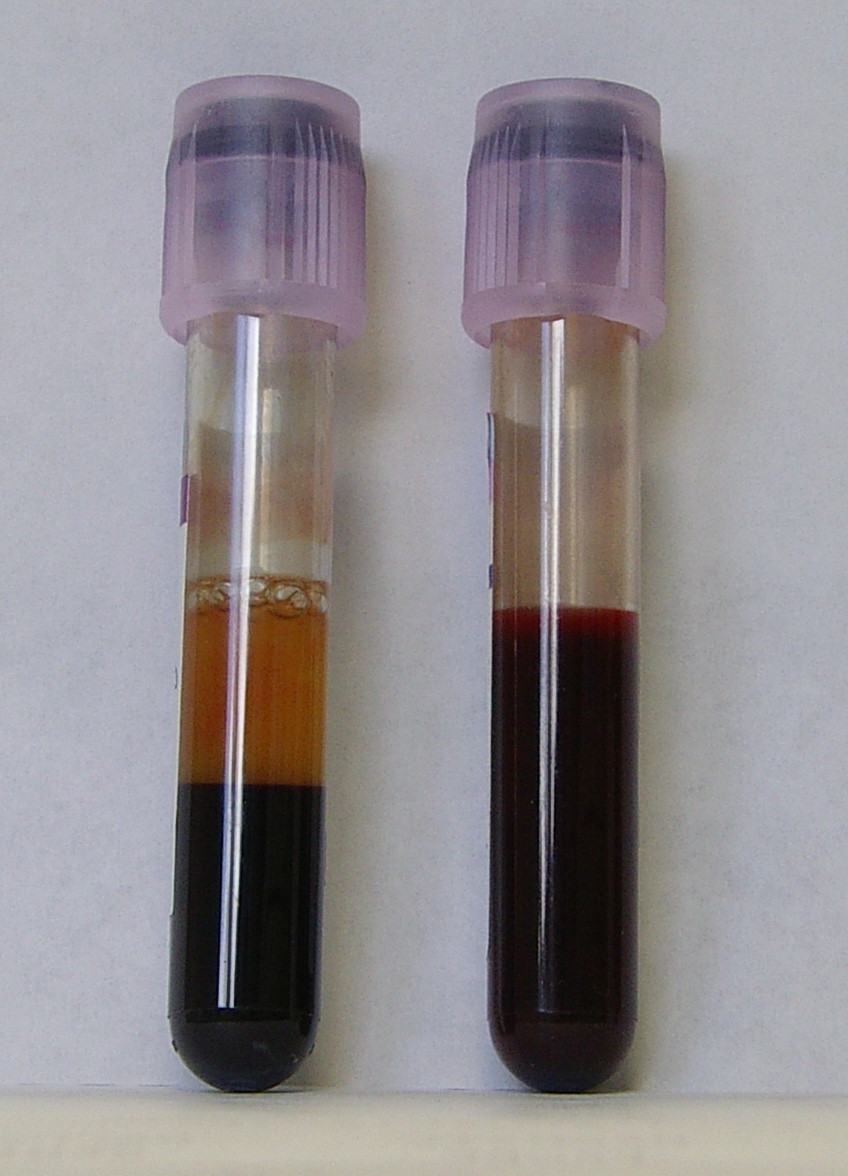
Két vérminta: a jobb oldalon a frissen vett, bal oldalon a leülepedett sejtkomponensekkel. Ez a frakció a hematokrit.

A hematokrit (rövidítés: Hct, Hkt vagy Hk ) a sejtes vérkomponensek arányát írja le a vér térfogatában. Mivel élettanilag a vörösvérsejtek adják a vérsejtek össztérfogatának 99 százalékát, így arányuk a vértérfogatban megközelítőleg a hematokritnak felel meg, számítási módszertől és definíciótól függően akár meg is egyezik vele. Emellett a hematokritérték a páciens vízháztartásáról is információt szolgáltathat.
A hematokritérték meghatározása nem alvadó vérminta csőben történő centrifugálásával történik. A vér koagulációját (alvadás, hemosztázis) EDTA (etilén-diamin-tetraacetát) vagy heparin hozzáadásával akadályozzák meg. A nehezebb vörösvérsejtek elkülönülnek a plazmától, az eritrocitaoszlop magasságát a teljes véroszlophoz viszonyítva mérik (amely vörösvértestekből, egyéb sejtkomponensekből és plazmából áll). Az eritrociták, leukociták / trombociták és a vérplazma közötti határok szabad szemmel is láthatók.

## Normál értékek
A normál hematokrit szint férfiaknál 42 és 50, nőknél 37 és 45 százalék között van. Még erős vérzés után is normális lehet a hematokrit, mert a sejtek mellett a folyadék mennyisége is csökken.
Más gerinceseknél a hematokrit 20-65 százalék között mozoghat. 
A modellszámítások szerint folyadékmechanikai szempontból (a folyadék viszkozitása az oldószer viszkozitásától és szilárd komponenseinek térfogathányadától függ) az optimális hematokritérték 40 százalék körül van. Az ember és számos állatfaj normál hematokritértéke optimálisnak tűnik ebből a szempontból.
Ha a hematokritérték eltér a normál értékektől, akkor a vércukormérés eredménye is eltérhet.

## Emelkedett hematokritszint
A magas hematokrit az eritrociták magas arányát (policitémia) vagy a folyadékhiányt jelzi (lásd kiszáradás). A közvetlenül azonosítható ok nélkül jelentősen megnövekedett szinttel rendelkező embereket szintén megvizsgálják polycythemia verára. Vannak arra utaló jelek, hogy az emelkedett hematokritérték és az egyidejűleg magas vörösvérsejt-százalék az alvási apnoe szindrómára vezethető vissza, mivel az éjszakai légzési szünetek miatt a vér oxigénkoncentrációja meredeken csökken.
A maximális értékeket a hosszú, nagy tengerszint feletti magasságban való tartózkodás is okozhatja (pl. magas hegyek megmászásakor) előfordulhat, és akár 70 százalék feletti hematokritértéket is elérhet. A vér viszkozitását itt természetesen elviselhető szinten tartják az antikoaguláns enzimek megfelelő növekedésével (lásd véralvadás és véralvadásgátló).
Az EPO és a vérdopping esetén azonban a vér viszkozitásának növekedése jelentős egészségi kockázatot jelent. Ezért egyes sportszervezeteknél (UCI és IAAF ) a hematokrit határértéket 50 százalékban határozták meg a férfiaknál és 47 százalékban a nőknél, míg az északi sízésnél a FIS 51,5 százalék körüli értéket engedélyez a férfiaknak és 47 százalékot a nőknek, a ténylegesen használt 17,0 vagy 16,0 g/dl hemoglobin határérték mellett. Ez rendszeresen olyan sportolók kizárásához vezet, akiknek vagy természetesen magas a hematokritértékük, vagy akiknél a stressz és az egyéni viselkedés következtében naponta többet ingadozik. Jól ismert Marco Pantani példája, aki egy éjszakai pihenő után a Giro d’Italia nemzetközi kerékpáros versenyen a reggeli előtt megemelkedett hematokritértéket produkált, míg az előző napi értéke normális volt. Pantanit ezután felfüggesztették, és nem tudta folytatni a Girót.

## Csökkent hematokritérték
AkutAz alacsony hematokritérték azt jelzi, hogy a beteg túlhidratált, például miután a vérveszteséget sejtmentes folyadékkal helyettesítették, mivel a vérmennyiség csökkenése sokkal veszélyesebb, mint maga a vérveszteség és mivel a vérátömlesztés nem mindig elérhető a tervezett műtéteken kívül. A vérveszteséget kezdetben Ringer-oldattal, térfogatpótló szerekkel és vérplazmával kezelik. A sürgősségi ellátást igénylő betegek rövid ideig túlélik a nagyon alacsony hematokritértékeket, esetenként 5 százalék alatti hematokrit értékek mellett is.
A vérátömlesztést megtagadó 300 beteg közül (beleértve Jehova tanúit is) egy sem halt meg a műtétet követő 30 napon belül, amikor a műtét utáni hemoglobinszint 7,1-8 g/dl volt (a 7,1-es érték nemtől függően a normál hemoglobin- és hematokritértékek 53 vagy 60 százalékának felel meg). 4,1 és 5 közötti posztoperatív hemoglobinértékekkel a halálozási arány 34,4 százalék volt.
Krónikus a túl alacsony hematokrit (nem hirtelen) vörösvértestvesztést vagy csökkent -képződést, azaz vérszegénységet is jelezhet.
Sport fizikai megerőltetés hatására a hematokritérték rövid időre jelentősen megemelkedhet, ami a vízveszteségnek tudható be. Az állóképességi edzés azonban hosszú távon kissé csökkenti a hematokritszintet, mivel a vértérfogat gyorsabban növekszik, mint a vörösvértestek száma. Ez a vér viszkozitásának csökkenéséhez is vezet, és csökkenti a szív terhelését, mivel a vér kisebb súrlódási ellenállással áramlik az artériákban. A vérplazma nagyobb aránya miatt a szervezet számára hűtésre rendelkezésre álló folyadéktartalék is megnő. A sportoló ezért többet és tovább izzadhat, mielőtt teljesítménye csökkenne.

## Fordítás
Ez a szócikk részben vagy egészben  a   Hämatokrit című német Wikipédia-szócikk ezen változatának fordításán alapul.  Az eredeti cikk szerkesztőit annak laptörténete sorolja fel. Ez a jelzés csupán a megfogalmazás eredetét és a szerzői jogokat jelzi, nem szolgál a cikkben szereplő információk forrásmegjelöléseként.